# Wereldkampioenschap voetbal 1982 (kwalificatie UEFA)
33 teams van de UEFA schreven zich in voor de kwalificatie van het wereldkampioenschap voetbal 1982.

## Opzet
De 33 teams werden in 7 groepen verdeeld.
- Groep 1-6: 5 teams, nummer 1 en 2 kwalificeren zich.
- Groep 7: 3 teams, de groepswinnaar kwalificeert zich.

## Gekwalificeerde landen
| FIFA-lid          | Confederatie | Kwalificatie    | Aantal dln. (inclusief 1982) | Dln. op rij | Eerste dln. | Laatste dln. | Titels (exclusief 1982) | Beste prestatie |
| ----------------- | ------------ | --------------- | ---------------------------- | ----------- | ----------- | ------------ | ----------------------- | --------------- |
| Spanje            | UEFA         | Gastland        | 6e                           | 2           | 1934        | 1978         | 0                       | Vierde          |
| West-Duitsland    | UEFA         | Winnaar groep 1 | 10e                          | 8           | 1934        | 1978         | 2                       | Winnaar         |
| Oostenrijk        | UEFA         | Tweede groep 1  | 5e                           | 2           | 1934        | 1978         | 0                       | Derde           |
| België            | UEFA         | Winnaar groep 2 | 6e                           | 1           | 1930        | 1970         | 0                       | Groepsfase      |
| Frankrijk         | UEFA         | Tweede groep 2  | 8e                           | 2           | 1930        | 1978         | 0                       | Derde           |
| Sovjet-Unie       | UEFA         | Winnaar groep 3 | 5e                           | 1           | 1958        | 1978         | 0                       | Vierde          |
| Tsjecho-Slowakije | UEFA         | Tweede groep 3  | 7e                           | 1           | 1934        | 1970         | 0                       | Tweede          |
| Hongarije         | UEFA         | Winnaar groep 4 | 8e                           | 2           | 1934        | 1978         | 0                       | Tweede          |
| Engeland          | UEFA         | Tweede groep 4  | 7e                           | 1           | 1950        | 1970         | 1                       | Winnaar         |
| Joegoslavië       | UEFA         | Winnaar groep 5 | 7e                           | 1           | 1930        | 1974         | 0                       | Vierde          |
| Italië            | UEFA         | Tweede groep 5  | 10e                          | 6           | 1934        | 1978         | 2                       | Winnaar         |
| Schotland         | UEFA         | Winnaar groep 6 | 5e                           | 3           | 1954        | 1978         | 0                       | Groepsfase      |
| Noord-Ierland     | UEFA         | Tweede groep 6  | 2e                           | 1           | 1958        | 1958         | 0                       | Kwartfinale     |
| Polen             | UEFA         | Winnaar groep 7 | 4e                           | 3           | 1938        | 1978         | 0                       | Derde           |

## Loting
De loting voor het toernooi vond plaats in in Zürich, Zwitserland op 14 oktober 1979. Tijdens de loting werden de landen verdeeld over 5 potten.
| Pot A                                                                      | Pot B                                                         | Pot C                                                       | Pot D                                                     | Pot E                                                   |
| -------------------------------------------------------------------------- | ------------------------------------------------------------- | ----------------------------------------------------------- | --------------------------------------------------------- | ------------------------------------------------------- |
| Engeland Schotland Tsjecho-Slowakije Polen Italië Nederland West-Duitsland | Joegoslavië Frankrijk Oostenrijk Hongarije Sovjet-Unie Zweden | DDR België Wales Portugal Zwitserland Griekenland Bulgarije | Roemenië Noord-Ierland Turkije Denemarken Finland Ierland | Malta Albanië Cyprus Luxemburg IJsland Noorwegen Israël |

## Groepen en wedstrijden
Legenda
Er waren veertien tickets beschikbaar, vorig WK tien. Van die tien plaatsten Italië, West-Duitsland, Polen, Oostenrijk, Frankrijk, Spanje, Schotland en Hongarije zich opnieuw, Nederland en Zweden werden uitgeschakeld door respectievelijk België en Noord-Ierland. Het deelnemersveld werd aangevuld door Engeland, Sovjet-Unie, Joegoslavië en Tsjecho-Slowakije.

### Groep 1
Na het winnen van de Europese titel ging West-Duitsland verder met winnen, het won alle acht wedstrijden vaak met overmacht: de doelcijfers waren: 33 voor en 3 tegen. Het "post-Beckenbauer" tijdperk barstte van de sterren, waarvan aanvaller Karl-Heinz Rummenigge algemeen gezien werd als de beste aanvaller van zijn generatie, hij scoorde negen keer in deze kwalificatie. Het sterkste deel van de groep was het middenveld, zeker nadat Paul Breitner zich na zeven jaar weer beschikbaar stelde. Breitner speelde niet meer linksback en was bij Bayern München een sensationeel duo met Rummenigge. West Duitsland had nu een middenveld met alleen maar wereldsterren, naast Breitner de ster van het EK in Italië Bernd Schuster van FC Barcelona en de spelbepaler van Hamburger SV Felix Magath. Dat bracht weer andere problemen met zich mee, want zowel Schuster als Breitner waren eigenzinnige persoonlijkheden. Schuster raakte in onmin en speelde nauwelijks meer in de kwalificatie, de wat bescheiden Magath liet zich vaak afbluffen door Breitner.
De tweede plaats ging naar Oostenrijk, dat vier jaar geleden indruk maakte op het WK in Argentinië en veel meer ervaring had opgebouwd. Topverdediger Bruno Pezzey speelde in de Bundesliga bij Eintracht Frankfurt en Herbert Prohaska was de spelmaker van de Italiaanse topclub Inter Milan. Aanvaller Hans Krankl had al een avontuur achter de rug bij FC Barcelona, hij moest plaats maken voor Schuster, maar bleef een gevreesd schutter. Oostenrijk had weinig problemen Bulgarije van zich af te schudden.
| Pos | Land           | Wed | Win | Gel | Ver | DV | DT | +/− | Pnt |
| --- | -------------- | --- | --- | --- | --- | -- | -- | --- | --- |
| 1.  | West-Duitsland | 8   | 8   | 0   | 0   | 33 | 3  | +30 | 16  |
| 2.  | Oostenrijk     | 8   | 5   | 1   | 2   | 16 | 6  | +10 | 11  |
| 3.  | Bulgarije      | 8   | 4   | 1   | 3   | 11 | 10 | +1  | 9   |
| 4.  | Albanië        | 8   | 1   | 0   | 7   | 4  | 22 | –18 | 2   |
| 5.  | Finland        | 8   | 1   | 0   | 7   | 4  | 27 | –23 | 2   |

|                                              |         |                                           |           |                                                                                      |
| 4 juni 1980 «onderlinge duels» 19:00 (UTC+2) | Finland | 0 – 2                                     | Bulgarije | Olympisch Stadion, Helsinki Toeschouwers: 7.805 Scheidsrechter: Brian McGinlay (SCO) |
| 4 juni 1980 «onderlinge duels» 19:00 (UTC+2) |         | 28' Plamen Markov 81' Kostadin Kostadinov |           | Olympisch Stadion, Helsinki Toeschouwers: 7.805 Scheidsrechter: Brian McGinlay (SCO) |

|                                     |                                  |       |         |                                                                                           |
| 3 september 1980 «onderlinge duels» | Albanië                          | 2 – 0 | Finland | Qemal Stafastadion, Tirana Toeschouwers: 8.099 Scheidsrechter: Emmanuel Platopoulos (GRE) |
| 3 september 1980 «onderlinge duels» | Sefedin Braho 2' Millan Baçi 18' |       |         | Qemal Stafastadion, Tirana Toeschouwers: 8.099 Scheidsrechter: Emmanuel Platopoulos (GRE) |

|                                                        |         |                              |            |                                                                                    |
| 24 september 1980 «onderlinge duels» 18:30 uur (UTC+2) | Finland | 0 – 2                        | Oostenrijk | Olympisch Stadion, Helsinki Toeschouwers: 8.099 Scheidsrechter: Clive Thomas (WAL) |
| 24 september 1980 «onderlinge duels» 18:30 uur (UTC+2) |         | 28' Kurt Jara 81' Kurt Welzl |            | Olympisch Stadion, Helsinki Toeschouwers: 8.099 Scheidsrechter: Clive Thomas (WAL) |

|                                                      |                                          |       |                   |                                                                                              |
| 19 oktober 1980 «onderlinge duels» 18:30 uur (UTC+2) | Bulgarije                                | 2 – 1 | Albanië           | Vasil Levski Nationaal Stadion, Sofia Toeschouwers: 16.000 Scheidsrechter: Talat Tokat (TUR) |
| 19 oktober 1980 «onderlinge duels» 18:30 uur (UTC+2) | Andrey Zhelyazkov 14' Georgi Slavkov 51' |       | 69' Ilir Përnaska | Vasil Levski Nationaal Stadion, Sofia Toeschouwers: 16.000 Scheidsrechter: Talat Tokat (TUR) |

|                                                       |                                                                                           |       |         |                                                                               |
| 15 november 1980 «onderlinge duels» 15:00 uur (UTC+1) | Oostenrijk                                                                                | 5 – 0 | Albanië | Praterstadion, Wenen Toeschouwers: 28.520 Scheidsrechter: Ruedi Renggli (SUI) |
| 15 november 1980 «onderlinge duels» 15:00 uur (UTC+1) | Bruno Pezzey 19' Walter Schachner 26' Walter Schachner 35' Kurt Welzl 58' Hans Krankl 85' |       |         | Praterstadion, Wenen Toeschouwers: 28.520 Scheidsrechter: Ruedi Renggli (SUI) |

|                                                      |                     |       |                                                                      |                                                                                                   |
| 3 december 1980 «onderlinge duels» 17:00 uur (UTC+2) | Bulgarije           | 1 – 3 | West-Duitsland                                                       | Vasil Levski Nationaal Stadion, Sofia Toeschouwers: 50.000 Scheidsrechter: Ricardo Lattanzi (ITA) |
| 3 december 1980 «onderlinge duels» 17:00 uur (UTC+2) | Tsvetan Yonchev 66' |       | 13' Manfred Kaltz 36' (pen.) Manfred Kaltz 54' Karl-Heinz Rummenigge | Vasil Levski Nationaal Stadion, Sofia Toeschouwers: 50.000 Scheidsrechter: Ricardo Lattanzi (ITA) |

|                                                      |         |                |            |                                                                                    |
| 6 december 1980 «onderlinge duels» 14:00 uur (UTC+1) | Albanië | 0 – 1          | Oostenrijk | Qemal Stafastadion, Tirana Toeschouwers: 19.211 Scheidsrechter: László Pádár (HUN) |
| 6 december 1980 «onderlinge duels» 14:00 uur (UTC+1) |         | 38' Kurt Welzl |            | Qemal Stafastadion, Tirana Toeschouwers: 19.211 Scheidsrechter: László Pádár (HUN) |

|                                                   |         |                                      |                |                                                                                     |
| 1 april 1981 «onderlinge duels» 16:00 uur (UTC+1) | Albanië | 0 – 2                                | West-Duitsland | Qemal Stafastadion, Tirana Toeschouwers: 19.203 Scheidsrechter: Antonín Wencl (TCH) |
| 1 april 1981 «onderlinge duels» 16:00 uur (UTC+1) |         | 9' Bernd Schuster 71' Bernd Schuster |                | Qemal Stafastadion, Tirana Toeschouwers: 19.203 Scheidsrechter: Antonín Wencl (TCH) |

|                                                    |                                           |       |            |                                                                                     |
| 29 april 1981 «onderlinge duels» 20:15 uur (UTC+2) | West-Duitsland                            | 2 – 0 | Oostenrijk | Volksparkstadion, Hamburg Toeschouwers: 61.418 Scheidsrechter: Charles Corver (NED) |
| 29 april 1981 «onderlinge duels» 20:15 uur (UTC+2) | Bernd Krauss 30' (e.d.) Klaus Fischer 36' |       |            | Volksparkstadion, Hamburg Toeschouwers: 61.418 Scheidsrechter: Charles Corver (NED) |

|                                                  |                                                                                    |       |         |                                                                                                  |
| 13 mei 1981 «onderlinge duels» 18:00 uur (UTC+3) | Bulgarije                                                                          | 4 – 0 | Finland | Vasil Levski Nationaal Stadion, Sofia Toeschouwers: 12.000 Scheidsrechter: Edvard Sostaric (YUG) |
| 13 mei 1981 «onderlinge duels» 18:00 uur (UTC+3) | Georgi Slavkov 10' Georgi Slavkov 53' Kostadin Kostadinov 55' Tchavdar Zvetkov 90' |       |         | Vasil Levski Nationaal Stadion, Sofia Toeschouwers: 12.000 Scheidsrechter: Edvard Sostaric (YUG) |

|                                                  |         |                                                                              |                |                                                                                      |
| 24 mei 1981 «onderlinge duels» 15:00 uur (UTC+3) | Finland | 0 – 4                                                                        | West-Duitsland | Keskusurheilukenttä, Lahti Toeschouwers: 10.030 Scheidsrechter: John Carpenter (IRL) |
| 24 mei 1981 «onderlinge duels» 15:00 uur (UTC+3) |         | 26' Hans-Peter Briegel 37' Klaus Fischer 40' Manfred Kaltz 80' Klaus Fischer |                | Keskusurheilukenttä, Lahti Toeschouwers: 10.030 Scheidsrechter: John Carpenter (IRL) |

|                                                  |                                      |       |           |                                                                               |
| 28 mei 1981 «onderlinge duels» 15:30 uur (UTC+2) | Oostenrijk                           | 2 – 0 | Bulgarije | Praterstadion, Wenen Toeschouwers: 52.000 Scheidsrechter: Pat Partridge (ENG) |
| 28 mei 1981 «onderlinge duels» 15:30 uur (UTC+2) | Hans Krankl 30' (pen.) Kurt Jara 88' |       |           | Praterstadion, Wenen Toeschouwers: 52.000 Scheidsrechter: Pat Partridge (ENG) |

|                                                   |                                                                                            |       |                |                                                                               |
| 17 juni 1981 «onderlinge duels» 19:00 uur (UTC+2) | Oostenrijk                                                                                 | 5 – 1 | Finland        | Linzer Stadion, Linz Toeschouwers: 27.500 Scheidsrechter: Alojzy Jarguz (POL) |
| 17 juni 1981 «onderlinge duels» 19:00 uur (UTC+2) | Herbert Prohaska 16' Herbert Prohaska 18' Hans Krankl 49' Kurt Welzl 56' Gernot Jurtin 65' |       | 71' Ari Valvee | Linzer Stadion, Linz Toeschouwers: 27.500 Scheidsrechter: Alojzy Jarguz (POL) |

|                                                       |                                   |       |                           |                                                                                  |
| 2 september 1981 «onderlinge duels» 18:00 uur (UTC+2) | Finland                           | 2 – 1 | Albanië                   | Kotkan Urheilukeskus, Kotka Toeschouwers: 6.830 Scheidsrechter: Ib Nielsen (DEN) |
| 2 september 1981 «onderlinge duels» 18:00 uur (UTC+2) | Leo Houtsonen 61' Keijo Kousa 85' |       | 47' (pen.) Muhedin Targaj | Kotkan Urheilukeskus, Kotka Toeschouwers: 6.830 Scheidsrechter: Ib Nielsen (DEN) |

|                                                        | |       |                   |                                                                               |
| 23 september 1981 «onderlinge duels» 20:15 uur (UTC+2) | West-Duitsland | 7 – 1 | Finland           | Ruhrstadion, Bochum Toeschouwers: 46.000 Scheidsrechter: Norbert Rolles (LUX) |
| 23 september 1981 «onderlinge duels» 20:15 uur (UTC+2) | Klaus Fischer 11' Karl-Heinz Rummenigge 42' Paul Breitner 54' Karl-Heinz Rummenigge 60' Paul Breitner 67' Karl-Heinz Rummenigge 72' Wolfgang Dremmler 83' |       | 41' Hannu Turunen | Ruhrstadion, Bochum Toeschouwers: 46.000 Scheidsrechter: Norbert Rolles (LUX) |

|                                    |         |                                         |           |                                                                                    |
| 14 oktober 1981 «onderlinge duels» | Albanië | 0 – 2                                   | Bulgarije | Qemal Stafastadion, Tirana Toeschouwers: 19.213 Scheidsrechter: Adolf Prokop (DDR) |
| 14 oktober 1981 «onderlinge duels» |         | 49' Georgi Slavkov 84' Stoycho Mladenov |           | Qemal Stafastadion, Tirana Toeschouwers: 19.213 Scheidsrechter: Adolf Prokop (DDR) |

|                                                      |                      |       |                                                              |                                                                               |
| 14 oktober 1981 «onderlinge duels» 19:00 uur (UTC+1) | Oostenrijk           | 1 – 3 | West-Duitsland                                               | Praterstadion, Wenen Toeschouwers: 69.400 Scheidsrechter: Alexis Ponnet (BEL) |
| 14 oktober 1981 «onderlinge duels» 19:00 uur (UTC+1) | Walter Schachner 16' |       | 17' Pierre Littbarski 20' Felix Magath 77' Pierre Littbarski | Praterstadion, Wenen Toeschouwers: 69.400 Scheidsrechter: Alexis Ponnet (BEL) |

|                                                       |           |       |            |                                                                                                 |
| 11 november 1981 «onderlinge duels» 18:30 uur (UTC+2) | Bulgarije | 0 – 0 | Oostenrijk | Vasil Levski Nationaal Stadion, Sofia Toeschouwers: 30.000 Scheidsrechter: Michel Vautrot (FRA) |
| 11 november 1981 «onderlinge duels» 18:30 uur (UTC+2) |           |       |            | Vasil Levski Nationaal Stadion, Sofia Toeschouwers: 30.000 Scheidsrechter: Michel Vautrot (FRA) |

|                                                       | |       |         |                                                                                         |
| 18 november 1981 «onderlinge duels» 15:30 uur (UTC+1) | West-Duitsland | 8 – 0 | Albanië | Westfalenstadion, Dortmund Toeschouwers: 40.000 Scheidsrechter: Reidar Bjørnestad (NOR) |
| 18 november 1981 «onderlinge duels» 15:30 uur (UTC+1) | Karl-Heinz Rummenigge 5' Karl-Heinz Rummenigge 19' Klaus Fischer 32' Manfred Kaltz 36' Karl-Heinz Rummenigge 44' Pierre Littbarski 52' Paul Breitner 67' (pen.) Klaus Fischer 72' |       |         | Westfalenstadion, Dortmund Toeschouwers: 40.000 Scheidsrechter: Reidar Bjørnestad (NOR) |

|                                                       |                                                                                               |       |           |                                                                                      |
| 22 november 1981 «onderlinge duels» 18:00 uur (UTC+1) | West-Duitsland                                                                                | 4 – 0 | Bulgarije | Rheinstadion, Düsseldorf Toeschouwers: 50.000 Scheidsrechter: Erik Fredriksson (SWE) |
| 22 november 1981 «onderlinge duels» 18:00 uur (UTC+1) | Klaus Fischer 4' Karl-Heinz Rummenigge 49' Manfred Kaltz 63' (pen.) Karl-Heinz Rummenigge 83' |       |           | Rheinstadion, Düsseldorf Toeschouwers: 50.000 Scheidsrechter: Erik Fredriksson (SWE) |

### Groep 2
Voor de derde keer moesten Nederland en België tegen elkaar spelen, alleen nu waren de rollen omgedraaid. Van de gouden generatie uit de jaren zeventig waren alleen Ruud Krol en Johnny Rep bij Nederland nog over, de nieuwe spelers waren niet talentvol genoeg en de ploeg had een uiterst belabberd EK achter de rug. In de eerste poulefase werd Nederland al uitgeschakeld, na 1 kleine overwinning, 1 kleine nederlaag en een gelijkspel en een neutraal doelsaldo van 0 (4-4). De Belgen overleefden de poulefase en werden uiteindelijk tweede op dat EK met allerlei talentvolle spelers en persoonlijkheden als doelman Jean-Marie Pfaff en rechtsback Eric Gerets. Daarnaast was er ook nog het uiterst talentvolle Frankrijk als tegenstander, waar Michel Platini van AS Saint-Étienne zich steeds meer ging opwerken als de leider van het team. Ierland was een gevaarlijke outsider in deze groep met spits Frank Stapleton van Arsenal en middenvelder Liam Brady van Juventus. 
De Nederlandse bondscoach Jan Zwartkruis wou na het desastreus verlopen EK 1980 verjongen en pakte dat in de eerste wedstrijd tegen Ierland meteen rigoureus aan, van het EK-team waren nog slechts twee spelers in de basis en er waren vier debutanten. Nederland speelde een onsamenhangende wedstrijd, kwam nog wel met 0-1 voor door een toevalstreffer van Simon Tahamata, maar Ierland trok in de slotfase van de stormwedstrijd aan het langste eind: 2-1. In de volgende wedstrijd in Brussel waren de meer ervaren spelers van de partij; in een vooral van Nederlandse kant veel te harde wedstrijd verloor Nederland met 1-0 door een strafschop van Erwin Vandenbergh, veroorzaakt na onnodig balverlies van Willy van de Kerkhof. Na een ook al snel slecht verlopen mini-WK in Uruguay (Uruguay-Nederland 2-0, Nederland-Italië 1-1) nam Zwartkruis ontslag, assistent Rob Baan verving hem in de thuiswedstrijd tegen Cyprus in Groningen, daarna volgde de bij PSV Eindhoven succesvolle ex-international Kees Rijvers hem op. 
Opmerkelijk was dat Rijvers zich direct inzette voor een terugkeer van de op dat moment 33-jarige Johan Cruijff. Nadat Cruijff was opgenomen in de selectie voor een wedstrijd tegen Frankrijk in maart 1981, bedankte hij echter op het laatste moment omdat hij vanwege zakelijke belangen niet in een shirt van KNVB-sponsor Adidas wilde spelen. Rijvers boekte meteen een wat gelukkige overwinning op een sterk spelend Frankrijk dankzij een vrije trap van Arnold Mühren en de kansen voor plaatsing voor het WK waren weer open. 
België deed goede zaken door drie punten te verzamelen in de confrontaties tegen Ierland. Op 9 september boekte België een 2-0 overwinning op Frankrijk dankzij doelpunten van de aanvallers Alex Czerniatynski en Erwin Vandenbergh en omdat Nederland thuis gelijk speelde tegen Ierland waren de Belgen verzekerd van een WK-ticket. Rijvers dacht met een overrompelingstactiek de Ieren te overbluffen (vier aanvallers), maar vergat zorg te besteden aan de defensie. Ten einde raad besloot Rijvers naar New York te gaan om de bij New York Cosmos in ongenade gevallen Johan Neeskens te benaderen. Rijvers besloot de ex-vedette bij hem in huis te nemen en hem wedstrijdfit te krijgen voor de thuiswedstrijd tegen België. De kansen waren gunstig geworden, omdat Ierland op dezelfde dag met 3-2 van Frankrijk had gewonnen; als Nederland met 4 doelpunten verschil zou winnen zou men later in Parijs genoeg hebben aan een gelijkspel om zich te plaatsen. De gok met Neeskens pakte goed uit, want Neeskens blonk uit op het middenveld en de toch al geplaatste Belgen werden overlopen. Na 55 minuten was de stand al 3-0 voor Nederland en de Belgische verdediger Walter Meeuws was uit het veld gestuurd. Nederland had nog één doelpunt nodig om Ierland voor te zijn en dat werd ook geroepen door de stadionspeaker. Deze actie had een averechts effect, want het motiveerde de Belgen tot op het bot om niet nog meer doelpunten toe te staan. 
Het kwam nu aan op de confrontatie tegen Frankrijk: bij een overwinning was Nederland geplaatst, bij een gelijkspel moest de vice-wereldkampioen een beslissingswedstrijd spelen tegen Ierland, bij een overwinning van Frankrijk was dat land geplaatst. De trainingsuurtjes in huize Rijvers hadden nu weinig effect, want Neeskens kon het niet bolwerken tegen het sterke Franse middenveld. In de tweede helft kreeg Nederland een vrije trap tegen, een specialiteit van Platini. De zenuwen sloegen toe bij de Nederlanders en er ontstond een merkwaardig tafereel, Ruud Krol besloot op het laatste moment een hoek af te schermen, de andere hoek moest doelman Hans van Breukelen verdedigen. Hij was echter te laat op het schot en Frankrijk stond met 1-0 voor. Nederland was niet meer bij machte wat te doen aan de achterstand en in de slotfase zorgde Didier Six voor de beslissing. Frankrijk plaatste zich voor het WK en het was het begin van een glorierijke periode, Nederland daarentegen likte de wonden, na twee opeenvolgende WK-finales in 1974 en 1978 en 2 kwalificaties voor EK-eindronden in 1976 (3de plaats) en 1980, haalde het land niet eens de eindronde van het WK 1982. Het zou het begin zijn van 6 magere jaren voor het Nederlands Elftal, waarin de 3 kwalificaties voor het WK 1982, EK 1984 en WK 1986 steeds nèt werden misgelopen op 1 punt tekort of een nèt iets te gering doelsaldo bij een gelijk aantal punten.
| Pos | Land      | Wed | Win | Gel | Ver | DV | DT | +/− | Pnt |
| --- | --------- | --- | --- | --- | --- | -- | -- | --- | --- |
| 1.  | België    | 8   | 5   | 1   | 2   | 12 | 9  | +3  | 11  |
| 2.  | Frankrijk | 8   | 5   | 0   | 3   | 20 | 8  | +12 | 10  |
| 3.  | Ierland   | 8   | 4   | 2   | 2   | 17 | 11 | +6  | 10  |
| 4.  | Nederland | 8   | 4   | 1   | 3   | 11 | 7  | +4  | 9   |
| 5.  | Cyprus    | 8   | 0   | 0   | 8   | 4  | 29 | –25 | 0   |

|                                                    |                                                 |       |                                                 |                                                                              |
| 26 maart 1980 «onderlinge duels» 16:00 uur (UTC+2) | Cyprus                                          | 2 – 3 | Ierland                                         | Makariostadion, Nicosia Toeschouwers: 6.500 Scheidsrechter: Zvi Sharir (ISR) |
| 26 maart 1980 «onderlinge duels» 16:00 uur (UTC+2) | Nikos Pantziaras 28' Sotiris Kaiafas 73' (pen.) |       | 8' Paul McGee 23' Paul McGee 37' Mark Lawrenson | Makariostadion, Nicosia Toeschouwers: 6.500 Scheidsrechter: Zvi Sharir (ISR) |

|                                                        |                                    |       |                    |                                                                                         |
| 10 september 1980 «onderlinge duels» 18:00 uur (UTC+1) | Ierland                            | 2 – 1 | Nederland          | Lansdowne Road, Dublin Toeschouwers: 25.782 Scheidsrechter: Henning Lund Sørensen (DEN) |
| 10 september 1980 «onderlinge duels» 18:00 uur (UTC+1) | Gerard Daly 79' Mark Lawrenson 84' |       | 57' Simon Tahamata | Lansdowne Road, Dublin Toeschouwers: 25.782 Scheidsrechter: Henning Lund Sørensen (DEN) |

|                                                      |        | |           |                                                                                |
| 11 oktober 1980 «onderlinge duels» 15:45 uur (UTC+2) | Cyprus | 0 – 7 | Frankrijk | Tsirionstadion, Limasol Toeschouwers: 9.500 Scheidsrechter: Bruno Galler (SUI) |
| 11 oktober 1980 «onderlinge duels» 15:45 uur (UTC+2) |        | 4' Bernard Lacombe 14' Michel Platini 23' Michel Platini 40' Jean-François Larios 76' Jean-François Larios 82' Didier Six 87' Jacques Zimako |           | Tsirionstadion, Limasol Toeschouwers: 9.500 Scheidsrechter: Bruno Galler (SUI) |

|                                                      |                   |       |                   |                                                                                  |
| 15 oktober 1980 «onderlinge duels» 16:15 uur (UTC+1) | Ierland           | 1 – 1 | België            | Lansdowne Road, Dublin Toeschouwers: 36.524 Scheidsrechter: Norbert Rolles (LUX) |
| 15 oktober 1980 «onderlinge duels» 16:15 uur (UTC+1) | Tony Grealish 42' |       | 13' Bert Cluytens | Lansdowne Road, Dublin Toeschouwers: 36.524 Scheidsrechter: Norbert Rolles (LUX) |

|                                                      |                                       |       |         |                                                                                           |
| 28 oktober 1980 «onderlinge duels» 20:30 uur (UTC+1) | Frankrijk                             | 2 – 0 | Ierland | Parc des Princes, Parijs Toeschouwers: 44.800 Scheidsrechter: Augusto Lamo Castillo (ESP) |
| 28 oktober 1980 «onderlinge duels» 20:30 uur (UTC+1) | Michel Platini 11' Jacques Zimako 85' |       |         | Parc des Princes, Parijs Toeschouwers: 44.800 Scheidsrechter: Augusto Lamo Castillo (ESP) |

|                                                       |                              |       |           |                                                                                   |
| 19 november 1980 «onderlinge duels» 20:00 uur (UTC+1) | België                       | 1 – 0 | Nederland | Heizelstadion, Brussel Toeschouwers: 57.665 Scheidsrechter: Eldar Azim-Zade (URS) |
| 19 november 1980 «onderlinge duels» 20:00 uur (UTC+1) | Erwin Vandenbergh 48' (pen.) |       |           | Heizelstadion, Brussel Toeschouwers: 57.665 Scheidsrechter: Eldar Azim-Zade (URS) |

|                                                     | |       |        |                                                                                        |
| 19 november 1980 «onderlinge duels» 14:30 uur (UTC) | Ierland | 6 – 0 | Cyprus | Lansdowne Road, Dublin Toeschouwers: 24.351 Scheidsrechter: Eysteinn Guðmundsson (ISL) |
| 19 november 1980 «onderlinge duels» 14:30 uur (UTC) | Gerry Daly 11' Gerry Daly 24' Tony Grealish 25' Michael Robinson 29' Frank Stapleton 46' Chris Hughton 65' |       |        | Lansdowne Road, Dublin Toeschouwers: 24.351 Scheidsrechter: Eysteinn Guðmundsson (ISL) |

|                                                       |        |                                         |        |                                                                                 |
| 21 december 1980 «onderlinge duels» 14:30 uur (UTC+2) | Cyprus | 0 – 2                                   | België | Makariostadion, Nicosia Toeschouwers: 6.000 Scheidsrechter: Bob Valentine (SCO) |
| 21 december 1980 «onderlinge duels» 14:30 uur (UTC+2) |        | 30' Erwin Vandenbergh 69' Jan Ceulemans |        | Makariostadion, Nicosia Toeschouwers: 6.000 Scheidsrechter: Bob Valentine (SCO) |

|                                                       |                                                             |       |                                             |                                                                                 |
| 18 februari 1981 «onderlinge duels» 20:00 uur (UTC+1) | België                                                      | 3 – 2 | Cyprus                                      | Heizelstadion, Brussel Toeschouwers: 17.445 Scheidsrechter: Arto Ravander (FIN) |
| 18 februari 1981 «onderlinge duels» 20:00 uur (UTC+1) | Gerard Plessers 12' Erwin Vandenbergh 17' Jan Ceulemans 67' |       | 41' Stefanos Lysandrou 52' Foivos Vrachimis | Heizelstadion, Brussel Toeschouwers: 17.445 Scheidsrechter: Arto Ravander (FIN) |

|                                                       |                                                           |       |        |                                                                                      |
| 22 februari 1981 «onderlinge duels» 14:30 uur (UTC+1) | Nederland                                                 | 3 – 0 | Cyprus | Stadion Oosterpark, Groningen Toeschouwers: 12.972 Scheidsrechter: Howard King (WAL) |
| 22 februari 1981 «onderlinge duels» 14:30 uur (UTC+1) | Hugo Hovenkamp 15' Cees Schapendonk 48' Dick Nanninga 58' |       |        | Stadion Oosterpark, Groningen Toeschouwers: 12.972 Scheidsrechter: Howard King (WAL) |

|                                                |                   |       |           |                                                                             |
| 25 maart 1981 «onderlinge duels» 20:00 (UTC+1) | Nederland         | 1 – 0 | Frankrijk | De Kuip, Rotterdam Toeschouwers: 58.000 Scheidsrechter: Luigi Agnolin (ITA) |
| 25 maart 1981 «onderlinge duels» 20:00 (UTC+1) | Arnold Mühren 47' |       |           | De Kuip, Rotterdam Toeschouwers: 58.000 Scheidsrechter: Luigi Agnolin (ITA) |

|                                                    |                   |       |         |                                                                               |
| 25 maart 1981 «onderlinge duels» 20:00 uur (UTC+1) | België            | 1 – 0 | Ierland | Heizelstadion, Brussel Toeschouwers: 37.978 Scheidsrechter: Raul Nazaré (POR) |
| 25 maart 1981 «onderlinge duels» 20:00 uur (UTC+1) | Jan Ceulemans 88' |       |         | Heizelstadion, Brussel Toeschouwers: 37.978 Scheidsrechter: Raul Nazaré (POR) |

|                                                    |        |                     |           |                                                                                |
| 29 april 1981 «onderlinge duels» 20:30 uur (UTC+3) | Cyprus | 0 – 1               | Nederland | Makariostadion, Nicosia Toeschouwers: 7.500 Scheidsrechter: Ivan Yosifov (BUL) |
| 29 april 1981 «onderlinge duels» 20:30 uur (UTC+3) |        | 29' Cees van Kooten |           | Makariostadion, Nicosia Toeschouwers: 7.500 Scheidsrechter: Ivan Yosifov (BUL) |

|                                                    |                                                  |       |                                        |                                                                                               |
| 29 april 1981 «onderlinge duels» 20:30 uur (UTC+2) | Frankrijk                                        | 3 – 2 | België                                 | Parc des Princes, Parijs Toeschouwers: 44.954 Scheidsrechter: Victorino Arminio Sánchez (ESP) |
| 29 april 1981 «onderlinge duels» 20:30 uur (UTC+2) | Gérard Soler 14' Didier Six 26' Gérard Soler 31' |       | 5' Erwin Vandenbergh 52' Jan Ceulemans | Parc des Princes, Parijs Toeschouwers: 44.954 Scheidsrechter: Victorino Arminio Sánchez (ESP) |

|                                                       |                                             |       |                                          |                                                                                |
| 9 september 1981 «onderlinge duels» 20:00 uur (UTC+2) | Nederland                                   | 2 – 2 | Ierland                                  | De Kuip, Rotterdam Toeschouwers: 46.000 Scheidsrechter: Vojtech Christov (TCH) |
| 9 september 1981 «onderlinge duels» 20:00 uur (UTC+2) | Frans Thijssen 11' Arnold Mühren 65' (pen.) |       | 40' Michael Robinson 71' Frank Stapleton | De Kuip, Rotterdam Toeschouwers: 46.000 Scheidsrechter: Vojtech Christov (TCH) |

|                                                       |                                              |       |           |                                                                                  |
| 9 september 1981 «onderlinge duels» 20:00 uur (UTC+2) | België                                       | 2 – 0 | Frankrijk | Heizelstadion, Brussel Toeschouwers: 52.525 Scheidsrechter: Károly Palotai (HUN) |
| 9 september 1981 «onderlinge duels» 20:00 uur (UTC+2) | Alex Czerniatynski 24' Erwin Vandenbergh 83' |       |           | Heizelstadion, Brussel Toeschouwers: 52.525 Scheidsrechter: Károly Palotai (HUN) |

|                                                      |                                                   |       |        |                                                                              |
| 14 oktober 1981 «onderlinge duels» 20:00 uur (UTC+1) | Nederland                                         | 3 – 0 | België | De Kuip, Rotterdam Toeschouwers: 56.000 Scheidsrechter: Brian McGinlay (SCO) |
| 14 oktober 1981 «onderlinge duels» 20:00 uur (UTC+1) | John Metgod 6' Cees van Kooten 26' Ruud Geels 54' |       |        | De Kuip, Rotterdam Toeschouwers: 56.000 Scheidsrechter: Brian McGinlay (SCO) |

|                                                      |                                                                   |       |                                     |                                                                                |
| 14 oktober 1981 «onderlinge duels» 16:00 uur (UTC+1) | Ierland                                                           | 3 – 2 | Frankrijk                           | Lansdowne Road, Dublin Toeschouwers: 55.000 Scheidsrechter: Ulf Eriksson (SWE) |
| 14 oktober 1981 «onderlinge duels» 16:00 uur (UTC+1) | Philippe Mahut 3' (e.d.) Frank Stapleton 23' Michael Robinson 40' |       | 9' Bruno Bellone 83' Michel Platini | Lansdowne Road, Dublin Toeschouwers: 55.000 Scheidsrechter: Ulf Eriksson (SWE) |

|                                                       |                                   |       |           |                                                                                     |
| 18 november 1981 «onderlinge duels» 20:30 uur (UTC+1) | Frankrijk                         | 2 – 0 | Nederland | Parc des Princes, Parijs Toeschouwers: 44.884 Scheidsrechter: António Garrido (POR) |
| 18 november 1981 «onderlinge duels» 20:30 uur (UTC+1) | Michel Platini 52' Didier Six 82' |       |           | Parc des Princes, Parijs Toeschouwers: 44.884 Scheidsrechter: António Garrido (POR) |

|                                                      |                                                                                      |       |        |                                                                                |
| 5 december 1981 «onderlinge duels» 20:30 uur (UTC+1) | Frankrijk                                                                            | 4 – 0 | Cyprus | Parc des Princes, Parijs Toeschouwers: 43.437 Scheidsrechter: Edwin Borg (MLT) |
| 5 december 1981 «onderlinge duels» 20:30 uur (UTC+1) | Dominique Rocheteau 25' Bernard Lacombe 29' Bernard Lacombe 82' Bernard Genghini 86' |       |        | Parc des Princes, Parijs Toeschouwers: 43.437 Scheidsrechter: Edwin Borg (MLT) |

### Groep 3
Eindelijk plaatste de "generatie Oleh Blochin" zich voor een internationaal toernooi, de Sovjet-Unie plaatste zich probleemloos voor de eindronde, voor de eerste keer sinds 1970. Blochin was een van de liefst acht spelers van Dinamo Kiev uit Oekraïne in de selectie en ook Dinamo Tbilisi uit Georgië was een sterk bolwerk in het voetbal van de Sovjet-Unie. 
Het had weinig gescheeld, of Wales was de vierde vertegenwoordiger in het Engelse voetbal geworden op de eindronde, net als in 1958. Naaste concurrent Tsjecho-Slowakije verloor op IJsland een duur punt, maar Wales verzuimde het af te maken door thuis gelijk te spelen tegen hetzelfde IJsland: 2-2 door een 2-0 voorsprong te verspelen. De Tsjechen hadden genoeg aan een gelijkspel tegen de Sovjet-Unie om zich dankzij een beter doelsaldo dan Wales te kwalificeren. Opvallend was de crisis in het Turkse voetbal, het veroverde geen enkel punt.
| Pos | Land              | Wed | Win | Gel | Ver | DV | DT | +/− | Pnt |
| --- | ----------------- | --- | --- | --- | --- | -- | -- | --- | --- |
| 1.  | Sovjet-Unie       | 8   | 6   | 2   | 0   | 20 | 2  | +18 | 14  |
| 2.  | Tsjecho-Slowakije | 8   | 4   | 2   | 2   | 15 | 6  | +9  | 10  |
| 3.  | Wales             | 8   | 4   | 2   | 2   | 12 | 7  | +5  | 10  |
| 4.  | IJsland           | 8   | 2   | 2   | 4   | 10 | 21 | –11 | 6   |
| 5.  | Turkije           | 8   | 0   | 0   | 8   | 1  | 22 | –21 | 0   |

|                                            |         |                                                                    |       |                                                                                   |
| 2 juni 1980 «onderlinge duels» 20:00 (UTC) | IJsland | 0 – 4                                                              | Wales | Laugardalsvöllur, Reykjavik Toeschouwers: 10.254 Scheidsrechter: Rolf Nyhus (NOR) |
| 2 juni 1980 «onderlinge duels» 20:00 (UTC) |         | 45' Ian Walsh 53' David Giles 61' (pen.) Brian Flynn 75' Ian Walsh |       | Laugardalsvöllur, Reykjavik Toeschouwers: 10.254 Scheidsrechter: Rolf Nyhus (NOR) |

|                                                 |                    |       |                                        |                                                                                       |
| 3 september 1980 «onderlinge duels» 18:30 (UTC) | IJsland            | 1 – 2 | Sovjet-Unie                            | Laugardalsvöllur, Reykjavik Toeschouwers: 4.190 Scheidsrechter: Thomas Donnelly (NIR) |
| 3 september 1980 «onderlinge duels» 18:30 (UTC) | Árni Sveinsson 75' |       | 35' Joeri Gavrilov 80' Sergej Andrejev | Laugardalsvöllur, Reykjavik Toeschouwers: 4.190 Scheidsrechter: Thomas Donnelly (NIR) |

|                                                    |                        |       |                                                                   |                                                                                  |
| 24 september 1980 «onderlinge duels» 16:00 (UTC+4) | Turkije                | 1 – 3 | IJsland                                                           | İzmir Atatürkstadion, İzmir Toeschouwers: 18.506 Scheidsrechter: Ioan Igna (ROU) |
| 24 september 1980 «onderlinge duels» 16:00 (UTC+4) | Fatih Terim 72' (pen.) |       | 12' Janus Guðlaugsson 60' Albert Guðmundsson 81' Teitur Þórðarson | İzmir Atatürkstadion, İzmir Toeschouwers: 18.506 Scheidsrechter: Ioan Igna (ROU) |

|                                                  |                                                                                         |       |         |                                                                                              |
| 15 oktober 1980 «onderlinge duels» 19:00 (UTC+3) | Sovjet-Unie                                                                             | 5 – 0 | IJsland | Centraal Leninstadion, Moskou Toeschouwers: 21.000 Scheidsrechter: Aleksander Suchanek (POL) |
| 15 oktober 1980 «onderlinge duels» 19:00 (UTC+3) | Sergej Andrejev 9' Choren Oganesjan 39' (58) Sergej Andrejev 78' Volodymyr Bezsonov 84' |       |         | Centraal Leninstadion, Moskou Toeschouwers: 21.000 Scheidsrechter: Aleksander Suchanek (POL) |

|                                                      |                                                                            |       |         |                                                                                |
| 15 oktober 1980 «onderlinge duels» 19:30 uur (UTC+1) | Wales                                                                      | 4 – 0 | Turkije | Ninian Park, Cardiff Toeschouwers: 11.770 Scheidsrechter: Torben Månsson (DEN) |
| 15 oktober 1980 «onderlinge duels» 19:30 uur (UTC+1) | Brian Flynn 19' Leighton James 37' (pen.) Ian Walsh 79' Leighton James 85' |       |         | Ninian Park, Cardiff Toeschouwers: 11.770 Scheidsrechter: Torben Månsson (DEN) |

|                                                     |                |       |                   |                                                                                   |
| 19 november 1980 «onderlinge duels» 19:30 uur (UTC) | Wales          | 1 – 0 | Tsjecho-Slowakije | Ninian Park, Cardiff Toeschouwers: 20.175 Scheidsrechter: Walter Eschweiler (FRG) |
| 19 november 1980 «onderlinge duels» 19:30 uur (UTC) | David Giles 9' |       |                   | Ninian Park, Cardiff Toeschouwers: 20.175 Scheidsrechter: Walter Eschweiler (FRG) |

|                                                      |                                     |       |         |                                                                                            |
| 3 december 1980 «onderlinge duels» 17:00 uur (UTC+1) | Tsjecho-Slowakije                   | 2 – 0 | Turkije | Stadion Evžena Rošického, Praag Toeschouwers: 8.500 Scheidsrechter: Erik Fredriksson (SWE) |
| 3 december 1980 «onderlinge duels» 17:00 uur (UTC+1) | Zdeněk Nehoda 13' Zdeněk Nehoda 15' |       |         | Stadion Evžena Rošického, Praag Toeschouwers: 8.500 Scheidsrechter: Erik Fredriksson (SWE) |

|                                                    |         |                 |       |                                                                                       |
| 25 maart 1981 «onderlinge duels» 15:00 uur (UTC+3) | Turkije | 0 – 1           | Wales | Ankara 19 Mayısstadion, Ankara Toeschouwers: 19.722 Scheidsrechter: Sándor Kuti (HUN) |
| 25 maart 1981 «onderlinge duels» 15:00 uur (UTC+3) |         | 68' Carl Harris |       | Ankara 19 Mayısstadion, Ankara Toeschouwers: 19.722 Scheidsrechter: Sándor Kuti (HUN) |

|                                                    |         |                                                   |                   |                                                                                          |
| 15 april 1981 «onderlinge duels» 15:30 uur (UTC+4) | Turkije | 0 – 3                                             | Tsjecho-Slowakije | Ali Sami Yenstadion, Istanbul Toeschouwers: 35.000 Scheidsrechter: Roger Schoeters (BEL) |
| 15 april 1981 «onderlinge duels» 15:30 uur (UTC+4) |         | 58' Petr Janečka 70' Ján Kozák 80' Ladislav Vízek |                   | Ali Sami Yenstadion, Istanbul Toeschouwers: 35.000 Scheidsrechter: Roger Schoeters (BEL) |

|                                              | |       |                  |                                                                                    |
| 27 mei 1981 «onderlinge duels» 17:00 (UTC+2) | Tsjecho-Slowakije | 6 – 1 | IJsland          | Tehelné pole, Bratislava Toeschouwers: 21.756 Scheidsrechter: Nikos Zlatanos (GRE) |
| 27 mei 1981 «onderlinge duels» 17:00 (UTC+2) | Ladislav Vízek 35' Antonín Panenka 44' (pen.) Zdeněk Nehoda 72' Atli Eðvaldsson 78' (e.d.) Ján Kozák 79' Petr Janečka 87' |       | 53' Magnús Bergs | Tehelné pole, Bratislava Toeschouwers: 21.756 Scheidsrechter: Nikos Zlatanos (GRE) |

|                                                  |       |       |             |                                                                                    |
| 30 mei 1981 «onderlinge duels» 15:00 uur (UTC+1) | Wales | 0 – 0 | Sovjet-Unie | Racecourse Ground, Wrexham Toeschouwers: 29.366 Scheidsrechter: Bruno Galler (SUI) |
| 30 mei 1981 «onderlinge duels» 15:00 uur (UTC+1) |       |       |             | Racecourse Ground, Wrexham Toeschouwers: 29.366 Scheidsrechter: Bruno Galler (SUI) |

|                                                 |                                           |       |         |                                                                                        |
| 9 september 1980 «onderlinge duels» 18:15 (UTC) | IJsland                                   | 2 – 0 | Turkije | Laugardalsvöllur, Reykjavik Toeschouwers: 4.292 Scheidsrechter: Kevin O'Sullivan (IRL) |
| 9 september 1980 «onderlinge duels» 18:15 (UTC) | Lárus Guðmundsson 20' Atli Eðvaldsson 66' |       |         | Laugardalsvöllur, Reykjavik Toeschouwers: 4.292 Scheidsrechter: Kevin O'Sullivan (IRL) |

|                                                       |                                             |       |       |                                                                                         |
| 9 september 1981 «onderlinge duels» 20:00 uur (UTC+2) | Tsjecho-Slowakije                           | 2 – 0 | Wales | Stadion Evžena Rošického, Praag Toeschouwers: 38.000 Scheidsrechter: Franz Wöhrer (AUT) |
| 9 september 1981 «onderlinge duels» 20:00 uur (UTC+2) | Byron Stevenson 26' (e.d.) Verner Lička 68' |       |       | Stadion Evžena Rošického, Praag Toeschouwers: 38.000 Scheidsrechter: Franz Wöhrer (AUT) |

|                                                        |                                                                                      |       |         |                                                                                            |
| 23 september 1981 «onderlinge duels» 18:00 uur (UTC+4) | Sovjet-Unie                                                                          | 4 – 0 | Turkije | Centraal Leninstadion, Moskou Toeschouwers: 41.500 Scheidsrechter: Damir Matovinovič (YUG) |
| 23 september 1981 «onderlinge duels» 18:00 uur (UTC+4) | Aleksandre Tsjivadze 4' Anatoli Demjanenko 20' Oleh Blochin 26' Ramaz Shengeliya 49' |       |         | Centraal Leninstadion, Moskou Toeschouwers: 41.500 Scheidsrechter: Damir Matovinovič (YUG) |

|                                                  |                  |       |                   |                                                                                  |
| 23 september 1981 «onderlinge duels» 17:30 (UTC) | IJsland          | 1 – 1 | Tsjecho-Slowakije | Laugardalsvöllur, Reykjavik Toeschouwers: 7.343 Scheidsrechter: Kenny Hope (SCO) |
| 23 september 1981 «onderlinge duels» 17:30 (UTC) | Pétur Ormslev 6' |       | 78' Ján Kozák     | Laugardalsvöllur, Reykjavik Toeschouwers: 7.343 Scheidsrechter: Kenny Hope (SCO) |

|                                                     |         |                                                        |             |                                                                                         |
| 7 oktober 1981 «onderlinge duels» 18:00 uur (UTC+3) | Turkije | 0 – 3                                                  | Sovjet-Unie | İzmir Atatürkstadion, İzmir Toeschouwers: 6.215 Scheidsrechter: Walter Eschweiler (FRG) |
| 7 oktober 1981 «onderlinge duels» 18:00 uur (UTC+3) |         | 17' Ramaz Shengeliya 38' Oleh Blochin 54' Oleh Blochin |             | İzmir Atatürkstadion, İzmir Toeschouwers: 6.215 Scheidsrechter: Walter Eschweiler (FRG) |

|                                                  |                                  |       |                                                 |                                                                               |
| 14 oktober 1981 «onderlinge duels» 19:30 (UTC+1) | Wales                            | 2 – 2 | IJsland                                         | Vetch Field, Swansea Toeschouwers: 19.783 Scheidsrechter: Arto Ravander (FIN) |
| 14 oktober 1981 «onderlinge duels» 19:30 (UTC+1) | Robbie James 24' Alan Curtis 54' |       | 41' Ásgeir Sigurvinsson 61' Ásgeir Sigurvinsson | Vetch Field, Swansea Toeschouwers: 19.783 Scheidsrechter: Arto Ravander (FIN) |

|                                                      |                                           |       |                   |                                                                                  |
| 28 oktober 1981 «onderlinge duels» 19:00 uur (UTC+4) | Sovjet-Unie                               | 2 – 0 | Tsjecho-Slowakije | Dinamostadion, Tbilisi Toeschouwers: 75.000 Scheidsrechter: Michel Vautrot (FRA) |
| 28 oktober 1981 «onderlinge duels» 19:00 uur (UTC+4) | Ramaz Shengeliya 28' Ramaz Shengeliya 46' |       |                   | Dinamostadion, Tbilisi Toeschouwers: 75.000 Scheidsrechter: Michel Vautrot (FRA) |

|                                     |                                                            |       |       |                                                                              |
| 18 november 1981 «onderlinge duels» | Sovjet-Unie                                                | 3 – 0 | Wales | Dinamostadium, Tbilisi Toeschouwers: 80.000 Scheidsrechter: Jan Keizer (NED) |
| 18 november 1981 «onderlinge duels» | Vitaliy Daraseliya 13' Oleh Blochin 18' Joeri Gavrilov 64' |       |       | Dinamostadium, Tbilisi Toeschouwers: 80.000 Scheidsrechter: Jan Keizer (NED) |

|                                                       |                       |       |                  |                                                                                 |
| 29 november 1981 «onderlinge duels» 16:00 uur (UTC+1) | Tsjecho-Slowakije     | 1 – 1 | Sovjet-Unie      | Tehelné pole, Bratislava Toeschouwers: 47.050 Scheidsrechter: Clive White (ENG) |
| 29 november 1981 «onderlinge duels» 16:00 uur (UTC+1) | Rostislav Vojáček 34' |       | 14' Oleh Blochin | Tehelné pole, Bratislava Toeschouwers: 47.050 Scheidsrechter: Clive White (ENG) |

### Groep 4
Engeland plaatste zich voor de eerste keer sinds 1970 voor de eindronde, maar het hoefde niet trots te zijn op deze prestatie. Het verloor drie keer een uitwedstrijd, van Roemenië, Zwitserland en Noorwegen, geen hoogvliegers. Dat het team zich toch plaatste kwam doordat alle ploegen veel puntverlies leden en omdat Engeland de vierde uitwedstrijd tegen het sterkste land Hongarije met 3-1 won dankzij twee treffers van Tony Woodcock. Engeland had in de laatste thuiswedstrijd tegen hetzelfde Hongarije genoeg aan een punt om zich te plaatsten en won met 1-0 dankzij een doelpunt van Paul Mariner van Ipswich Town.
De Hongaren waren de meest constante ploeg van deze merkwaardige groep en werden groepswinnaar, Roemenië kwam aan het einde van de cyclus één punt tekort door drie punten te verspelen aan Zwitserland. Het verschil tussen de nummer één en vijf van deze groep was slechts vier punten.
| Pos | Land        | Wed | Win | Gel | Ver | DV | DT | +/− | Pnt |
| --- | ----------- | --- | --- | --- | --- | -- | -- | --- | --- |
| 1.  | Hongarije   | 8   | 4   | 2   | 2   | 13 | 8  | +5  | 10  |
| 2.  | Engeland    | 8   | 4   | 1   | 3   | 13 | 8  | +5  | 9   |
| 3.  | Roemenië    | 8   | 2   | 4   | 2   | 5  | 5  | 0   | 8   |
| 4.  | Zwitserland | 8   | 2   | 3   | 3   | 9  | 12 | –3  | 7   |
| 5.  | Noorwegen   | 8   | 2   | 2   | 4   | 8  | 15 | –7  | 6   |

|                                                        |                                                                                   |       |           |                                                                                          |
| 10 september 1980 «onderlinge duels» 19:45 uur (UTC+1) | Engeland                                                                          | 4 – 0 | Noorwegen | Wembley Stadium, Londen Toeschouwers: 48.200 Scheidsrechter: Marcel Van Langenhove (BEL) |
| 10 september 1980 «onderlinge duels» 19:45 uur (UTC+1) | Terry McDermott 32' Tony Woodcock 68' Terry McDermott 77' (pen.) Paul Mariner 85' |       |           | Wembley Stadium, Londen Toeschouwers: 48.200 Scheidsrechter: Marcel Van Langenhove (BEL) |

|                                                        |                 |       |                       |                                                                                     |
| 24 september 1980 «onderlinge duels» 19:00 uur (UTC+2) | Noorwegen       | 1 – 1 | Roemenië              | Ullevaalstadion, Oslo Toeschouwers: 22.350 Scheidsrechter: Siegfried Kirschen (DDR) |
| 24 september 1980 «onderlinge duels» 19:00 uur (UTC+2) | Åge Hareide 23' |       | 13' Anghel Iordănescu | Ullevaalstadion, Oslo Toeschouwers: 22.350 Scheidsrechter: Siegfried Kirschen (DDR) |

|                                                      |                                                  |       |                   |                                                                                        |
| 15 oktober 1980 «onderlinge duels» 15:00 uur (UTC+2) | Roemenië                                         | 2 – 1 | Engeland          | Stadionul 23 August, Boekarest Toeschouwers: 75.000 Scheidsrechter: Ulf Eriksson (SWE) |
| 15 oktober 1980 «onderlinge duels» 15:00 uur (UTC+2) | Mircea Răducanu 34' Anghel Iordănescu 78' (pen.) |       | 64' Tony Woodcock | Stadionul 23 August, Boekarest Toeschouwers: 75.000 Scheidsrechter: Ulf Eriksson (SWE) |

|                                                      |                      |       |                                   |                                                                         |
| 29 oktober 1980 «onderlinge duels» 20:00 uur (UTC+1) | Zwitserland          | 1 – 2 | Noorwegen                         | Wankdorf, Bern Toeschouwers: 14.000 Scheidsrechter: Dušan Krchňák (TCH) |
| 29 oktober 1980 «onderlinge duels» 20:00 uur (UTC+1) | Umberto Barberis 49' |       | 5' Åge Hareide 79' Svein Mathisen | Wankdorf, Bern Toeschouwers: 14.000 Scheidsrechter: Dušan Krchňák (TCH) |

|                                                     |                                           |       |                       |                                                                               |
| 19 november 1980 «onderlinge duels» 19:45 uur (UTC) | Engeland                                  | 2 – 1 | Zwitserland           | Wembley Stadium, Londen Toeschouwers: 70.000 Scheidsrechter: Jan Keizer (NED) |
| 19 november 1980 «onderlinge duels» 19:45 uur (UTC) | Markus Tanner 23' (e.d.) Paul Mariner 32' |       | 76' Hans-Jörg Pfister | Wembley Stadium, Londen Toeschouwers: 70.000 Scheidsrechter: Jan Keizer (NED) |

|                                                    |                                       |       |                                            |                                                                              |
| 28 april 1981 «onderlinge duels» 20:00 uur (UTC+1) | Zwitserland                           | 2 – 2 | Hongarije                                  | Stadion Allmend, Luzern Toeschouwers: 17.000 Scheidsrechter: Ian Foote (SCO) |
| 28 april 1981 «onderlinge duels» 20:00 uur (UTC+1) | Claudio Sulser 31' Claudio Sulser 47' |       | 45' László Bálint 64' (pen.) Sándor Müller | Stadion Allmend, Luzern Toeschouwers: 17.000 Scheidsrechter: Ian Foote (SCO) |

|                                                    |          |       |          |                                                                                   |
| 29 april 1981 «onderlinge duels» 19:45 uur (UTC+1) | Engeland | 0 – 0 | Roemenië | Wembley Stadium, Londen Toeschouwers: 62.500 Scheidsrechter: Heinz Aldinger (GDR) |
| 29 april 1981 «onderlinge duels» 19:45 uur (UTC+1) |          |       |          | Wembley Stadium, Londen Toeschouwers: 62.500 Scheidsrechter: Heinz Aldinger (GDR) |

|                                                  |                    |       |          |                                                                                |
| 13 mei 1981 «onderlinge duels» 20:00 uur (UTC+2) | Hongarije          | 1 – 0 | Roemenië | Népstadion, Boedapest Toeschouwers: 60.000 Scheidsrechter: Alexis Ponnet (BEL) |
| 13 mei 1981 «onderlinge duels» 20:00 uur (UTC+2) | László Fazekas 18' |       |          | Népstadion, Boedapest Toeschouwers: 60.000 Scheidsrechter: Alexis Ponnet (BEL) |

|                                                  |                      |       |                                 |                                                                                  |
| 20 mei 1981 «onderlinge duels» 19:00 uur (UTC+2) | Noorwegen            | 1 – 2 | Hongarije                       | Ullevaalstadion, Oslo Toeschouwers: 23.000 Scheidsrechter: Malcolm Moffatt (NIR) |
| 20 mei 1981 «onderlinge duels» 19:00 uur (UTC+2) | Hallvar Thoresen 55' |       | 77' László Kiss 79' László Kiss | Ullevaalstadion, Oslo Toeschouwers: 23.000 Scheidsrechter: Malcolm Moffatt (NIR) |

|                                                  |                                          |       |                     |                                                                               |
| 30 mei 1981 «onderlinge duels» 20:00 uur (UTC+2) | Zwitserland                              | 2 – 1 | Engeland            | St. Jakob-Park, Bazel Toeschouwers: 40.000 Scheidsrechter: Adolf Prokop (GDR) |
| 30 mei 1981 «onderlinge duels» 20:00 uur (UTC+2) | Alfred Scheiwiler 27' Claudio Sulser 29' |       | 54' Terry McDermott | St. Jakob-Park, Bazel Toeschouwers: 40.000 Scheidsrechter: Adolf Prokop (GDR) |

|                                                  |                    |       |           |                                                                                        |
| 3 juni 1981 «onderlinge duels» 18:00 uur (UTC+3) | Roemenië           | 1 – 0 | Noorwegen | Stadionul 23 August, Boekarest Toeschouwers: 55.000 Scheidsrechter: Erkan Göksel (TUR) |
| 3 juni 1981 «onderlinge duels» 18:00 uur (UTC+3) | Aurel Ţicleanu 67' |       |           | Stadionul 23 August, Boekarest Toeschouwers: 55.000 Scheidsrechter: Erkan Göksel (TUR) |

|                                                  |                 |       |                                                                 |                                                                                |
| 6 juni 1981 «onderlinge duels» 20:00 uur (UTC+2) | Hongarije       | 1 – 3 | Engeland                                                        | Népstadion, Boedapest Toeschouwers: 68.000 Scheidsrechter: Paolo Casarin (ITA) |
| 6 juni 1981 «onderlinge duels» 20:00 uur (UTC+2) | Imre Garaba 44' |       | 18' Trevor Brooking 59' Trevor Brooking 72' (pen.) Kevin Keegan | Népstadion, Boedapest Toeschouwers: 68.000 Scheidsrechter: Paolo Casarin (ITA) |

|                                                   |                    |       |                      |                                                                                    |
| 17 juni 1981 «onderlinge duels» 19:00 uur (UTC+2) | Noorwegen          | 1 – 1 | Zwitserland          | Ullevaalstadion, Oslo Toeschouwers: 18.022 Scheidsrechter: Eduard Shklovskiy (URS) |
| 17 juni 1981 «onderlinge duels» 19:00 uur (UTC+2) | Vidar Davidsen 83' |       | 65' Umberto Barberis | Ullevaalstadion, Oslo Toeschouwers: 18.022 Scheidsrechter: Eduard Shklovskiy (URS) |

|                                                       |                                          |       |                  |                                                                                   |
| 9 september 1981 «onderlinge duels» 19:00 uur (UTC+2) | Noorwegen                                | 2 – 1 | Engeland         | Ullevaalstadion, Oslo Toeschouwers: 28.500 Scheidsrechter: Jerzy Kasperczak (NOR) |
| 9 september 1981 «onderlinge duels» 19:00 uur (UTC+2) | Roger Albertsen 35' Hallvar Thoresen 41' |       | 15' Bryan Robson | Ullevaalstadion, Oslo Toeschouwers: 28.500 Scheidsrechter: Jerzy Kasperczak (NOR) |

|                                                        |          |       |           |                                                                                          |
| 23 september 1981 «onderlinge duels» 17:00 uur (UTC+3) | Roemenië | 0 – 0 | Hongarije | Stadionul 23 August, Boekarest Toeschouwers: 70.000 Scheidsrechter: Erich Linemayr (AUT) |
| 23 september 1981 «onderlinge duels» 17:00 uur (UTC+3) |          |       |           | Stadionul 23 August, Boekarest Toeschouwers: 70.000 Scheidsrechter: Erich Linemayr (AUT) |

|                                                      |                 |       |                                       |                                                                                           |
| 10 oktober 1981 «onderlinge duels» 15:00 uur (UTC+2) | Roemenië        | 1 – 2 | Zwitserland                           | Stadionul 23 August, Boekarest Toeschouwers: 55.000 Scheidsrechter: Enzo Barbaresco (ITS) |
| 10 oktober 1981 «onderlinge duels» 15:00 uur (UTC+2) | Ilie Balaci 56' |       | 26' Robert Lüthi 69' Gianpietro Zappa | Stadionul 23 August, Boekarest Toeschouwers: 55.000 Scheidsrechter: Enzo Barbaresco (ITS) |

|                                                      |                                                        |       |             |                                                                              |
| 14 oktober 1981 «onderlinge duels» 18:00 uur (UTC+1) | Hongarije                                              | 3 – 0 | Zwitserland | Népstadion, Boedapest Toeschouwers: 65.000 Scheidsrechter: Talat Tokat (TUR) |
| 14 oktober 1981 «onderlinge duels» 18:00 uur (UTC+1) | Tibor Nyilasi 23' Tibor Nyilasi 49' László Fazekas 59' |       |             | Népstadion, Boedapest Toeschouwers: 65.000 Scheidsrechter: Talat Tokat (TUR) |

|                                                      |                                                                      |       |              |                                                                                  |
| 31 oktober 1981 «onderlinge duels» 18:00 uur (UTC+1) | Hongarije                                                            | 4 – 1 | Noorwegen    | Népstadion, Boedapest Toeschouwers: 68.000 Scheidsrechter: Edvard Šoštarič (YUG) |
| 31 oktober 1981 «onderlinge duels» 18:00 uur (UTC+1) | László Bálint 12' László Kiss 60' László Fazekas 79' László Kiss 84' |       | 35' Tom Lund | Népstadion, Boedapest Toeschouwers: 68.000 Scheidsrechter: Edvard Šoštarič (YUG) |

|                                                       |             |       |          |                                                                         |
| 11 november 1981 «onderlinge duels» 20:00 uur (UTC+1) | Zwitserland | 0 – 0 | Roemenië | Wankdorf, Bern Toeschouwers: 27.112 Scheidsrechter: César Correia (POR) |
| 11 november 1981 «onderlinge duels» 20:00 uur (UTC+1) |             |       |          | Wankdorf, Bern Toeschouwers: 27.112 Scheidsrechter: César Correia (POR) |

|                                                     |                  |       |           |                                                                                    |
| 18 november 1981 «onderlinge duels» 19:45 uur (UTC) | Engeland         | 1 – 0 | Hongarije | Wembley Stadium, Londen Toeschouwers: 92.000 Scheidsrechter: Georges Konrath (FRA) |
| 18 november 1981 «onderlinge duels» 19:45 uur (UTC) | Paul Mariner 14' |       |           | Wembley Stadium, Londen Toeschouwers: 92.000 Scheidsrechter: Georges Konrath (FRA) |

### Groep 5
De definitieve doorbraak van het Deense voetbal liet nog even op zich wachten, inmiddels speelden vrijwel alle Deense voetballers bij Europese topclubs, maar een valse start van drie nederlagen viel niet meer goed te maken. De Denen lieten wel hun potentiële klasse zien door met 3-1 te winnen van Italië. Uiteindelijk plaatsten de Italianen en de Joegoslaven zich probleemloos voor de eindronde.
| Pos | Land        | Wed | Win | Gel | Ver | DV | DT | +/− | Pnt |
| --- | ----------- | --- | --- | --- | --- | -- | -- | --- | --- |
| 1.  | Joegoslavië | 8   | 6   | 1   | 1   | 22 | 7  | +15 | 13  |
| 2.  | Italië      | 8   | 5   | 2   | 1   | 12 | 5  | +7  | 12  |
| 3.  | Denemarken  | 8   | 4   | 0   | 4   | 14 | 11 | +3  | 8   |
| 4.  | Griekenland | 8   | 3   | 1   | 4   | 10 | 13 | –3  | 7   |
| 5.  | Luxemburg   | 8   | 0   | 0   | 8   | 1  | 23 | –22 | 0   |

|                                                    |           | |             |                                                                                   |
| 10 september 1980 «onderlinge duels» 19:30 (UTC+2) | Luxemburg | 0 – 5                                                                                              | Joegoslavië | Stade Municipal, Luxemburg Toeschouwers: 3.000 Scheidsrechter: Franz Latzin (AUT) |
| 10 september 1980 «onderlinge duels» 19:30 (UTC+2) |           | 50' Safet Sušić 64' (e.d.) Hubert Meunier 69' Vladimir Petrović 79' Zlatko Vujović 89' Ivan Buljan |             | Stade Municipal, Luxemburg Toeschouwers: 3.000 Scheidsrechter: Franz Latzin (AUT) |

|                                                        |                                              |       |                         |                                                                                        |
| 27 september 1980 «onderlinge duels» 17:00 uur (UTC+1) | Joegoslavië                                  | 2 – 1 | Denemarken              | Bežigrad Stadion, Ljubljana Toeschouwers: 20.000 Scheidsrechter: António Garrido (POR) |
| 27 september 1980 «onderlinge duels» 17:00 uur (UTC+1) | Dragan Pantelić 18' (pen.) Zoran Vujović 37' |       | 6' (pen.) Frank Arnesen | Bežigrad Stadion, Ljubljana Toeschouwers: 20.000 Scheidsrechter: António Garrido (POR) |

|                                                  |           |                                          |        |                                                                                    |
| 11 oktober 1980 «onderlinge duels» 15:00 (UTC+1) | Luxemburg | 0 – 2                                    | Italië | Stade Municipal, Luxemburg Toeschouwers: 19.000 Scheidsrechter: Henk Weerink (NED) |
| 11 oktober 1980 «onderlinge duels» 15:00 (UTC+1) |           | 33' Fulvio Collovati 77' Roberto Bettega |        | Stade Municipal, Luxemburg Toeschouwers: 19.000 Scheidsrechter: Henk Weerink (NED) |

|                                                      |            |                  |             |                                                                                    |
| 15 oktober 1980 «onderlinge duels» 19:30 uur (UTC+1) | Denemarken | 0 – 1            | Griekenland | Idrætsparken, Kopenhagen Toeschouwers: 45.700 Scheidsrechter: Éamonn Farrell (IRL) |
| 15 oktober 1980 «onderlinge duels» 19:30 uur (UTC+1) |            | 50' Ntinos Kouis |             | Idrætsparken, Kopenhagen Toeschouwers: 45.700 Scheidsrechter: Éamonn Farrell (IRL) |

|                                                      |                                              |       |            |                                                                                   |
| 1 november 1980 «onderlinge duels» 14:30 uur (UTC+1) | Italië                                       | 2 – 0 | Denemarken | Olympisch Stadion, Rome Toeschouwers: 49.500 Scheidsrechter: Belaïd Lacarne (ALG) |
| 1 november 1980 «onderlinge duels» 14:30 uur (UTC+1) | Francesco Graziani 5' Francesco Graziani 50' |       |            | Olympisch Stadion, Rome Toeschouwers: 49.500 Scheidsrechter: Belaïd Lacarne (ALG) |

|                                                       |                                            |       |             |                                                                                    |
| 15 november 1980 «onderlinge duels» 14:30 uur (UTC+1) | Italië                                     | 2 – 0 | Joegoslavië | Olympisch Stadion, Turijn Toeschouwers: 50.677 Scheidsrechter: Abraham Klein (ISR) |
| 15 november 1980 «onderlinge duels» 14:30 uur (UTC+1) | Antonio Cabrini 40' (pen.) Bruno Conti 75' |       |             | Olympisch Stadion, Turijn Toeschouwers: 50.677 Scheidsrechter: Abraham Klein (ISR) |

|                                                       |                                                                                        |       |           |                                                                                 |
| 19 november 1980 «onderlinge duels» 19:30 uur (UTC+1) | Denemarken                                                                             | 4 – 0 | Luxemburg | Idrætsparken, Kopenhagen Toeschouwers: 10.500 Scheidsrechter: Clive White (ENG) |
| 19 november 1980 «onderlinge duels» 19:30 uur (UTC+1) | Frank Arnesen 13' Frank Arnesen 41' (pen.) Preben Elkjær Larsen 57' Allan Simonsen 71' |       |           | Idrætsparken, Kopenhagen Toeschouwers: 10.500 Scheidsrechter: Clive White (ENG) |

|                                                      |             |                                            |        |                                                                                              |
| 6 december 1980 «onderlinge duels» 14:30 uur (UTC+2) | Griekenland | 0 – 2                                      | Italië | Leoforos Alexandrasstadion, Athene Toeschouwers: 25.000 Scheidsrechter: Michel Vautrot (FRA) |
| 6 december 1980 «onderlinge duels» 14:30 uur (UTC+2) |             | 11' Giancarlo Antognoni 81' Gaetano Scirea |        | Leoforos Alexandrasstadion, Athene Toeschouwers: 25.000 Scheidsrechter: Michel Vautrot (FRA) |

|                                                  |                                            |       |           |                                                                                           |
| 28 januari 1981 «onderlinge duels» 15:00 (UTC+2) | Griekenland                                | 2 – 0 | Luxemburg | Kaftanzogliostadion, Thessaloniki Toeschouwers: 10.000 Scheidsrechter: Nikola Dudin (BUL) |
| 28 januari 1981 «onderlinge duels» 15:00 (UTC+2) | Konstandinos Kouis 8' Giorgos Kostikos 33' |       |           | Kaftanzogliostadion, Thessaloniki Toeschouwers: 10.000 Scheidsrechter: Nikola Dudin (BUL) |

|                                                |           |                                                 |             |                                                                                   |
| 11 maart 1981 «onderlinge duels» 19:15 (UTC+1) | Luxemburg | 0 – 2                                           | Griekenland | Stade Municipal, Luxemburg Toeschouwers: 8.500 Scheidsrechter: Peter Scherz (SUI) |
| 11 maart 1981 «onderlinge duels» 19:15 (UTC+1) |           | 31' Konstandinos Kouis 54' (pen.) Thomas Mavros |             | Stade Municipal, Luxemburg Toeschouwers: 8.500 Scheidsrechter: Peter Scherz (SUI) |

|                                                    | |       |                             |                                                                                 |
| 29 april 1981 «onderlinge duels» 18:00 uur (UTC+1) | Joegoslavië                                                                                            | 5 – 1 | Griekenland                 | Poljudstadion, Split Toeschouwers: 45.000 Scheidsrechter: Valeriy Butenko (URS) |
| 29 april 1981 «onderlinge duels» 18:00 uur (UTC+1) | Edhem Šljivo 7' Vahid Halilhodžić 23' Dragan Pantelić 42' (pen.) Zlatko Vujović 50' Zlatko Vujović 56' |       | 76' (pen.) Giorgos Kostikos | Poljudstadion, Split Toeschouwers: 45.000 Scheidsrechter: Valeriy Butenko (URS) |

|                                                 |                     |       |                                            |                                                                                     |
| 1 mei 1981 «onderlinge duels» 18:00 uur (UTC+2) | Luxemburg           | 1 – 2 | Denemarken                                 | Stade Municipal, Luxemburg Toeschouwers: 2.844 Scheidsrechter: Louis Delsemme (BEL) |
| 1 mei 1981 «onderlinge duels» 18:00 uur (UTC+2) | Alain Nurenberg 37' |       | 46' Preben Elkjær Larsen 62' Frank Arnesen | Stade Municipal, Luxemburg Toeschouwers: 2.844 Scheidsrechter: Louis Delsemme (BEL) |

|                                                  |                                                    |       |                        |                                                                                  |
| 3 juni 1981 «onderlinge duels» 19:30 uur (UTC+2) | Denemarken                                         | 3 – 1 | Italië                 | Idrætsparken, Kopenhagen Toeschouwers: 36.600 Scheidsrechter: Franz Wöhrer (AUT) |
| 3 juni 1981 «onderlinge duels» 19:30 uur (UTC+2) | Per Røntved 58' Frank Arnesen 60' Lars Bastrup 87' |       | 69' Francesco Graziani | Idrætsparken, Kopenhagen Toeschouwers: 36.600 Scheidsrechter: Franz Wöhrer (AUT) |

|                                                       |                   |       |                                          |                                                                                                 |
| 9 september 1981 «onderlinge duels» 19:30 uur (UTC+2) | Denemarken        | 1 – 2 | Joegoslavië                              | Københavns Idrætspark, Kopenhagen Toeschouwers: 48.400 Scheidsrechter: Siegfried Kirschen (DDR) |
| 9 september 1981 «onderlinge duels» 19:30 uur (UTC+2) | Preben Elkjær 62' |       | 48' Zlatko Vujović 63' Vladimir Petrović | Københavns Idrætspark, Kopenhagen Toeschouwers: 48.400 Scheidsrechter: Siegfried Kirschen (DDR) |

|                                                      |                                         |       |                                                           |                                                                                                 |
| 14 oktober 1981 «onderlinge duels» 15:30 uur (UTC+2) | Griekenland                             | 2 – 3 | Denemarken                                                | Kleanthis Vikelidisstadion, Thessaloniki Toeschouwers: 18.000 Scheidsrechter: Josef Bucek (AUT) |
| 14 oktober 1981 «onderlinge duels» 15:30 uur (UTC+2) | Nikos Anastopoulos 60' Ntinos Kouis 84' |       | 6' Søren Lerby 27' Frank Arnesen 62' Preben Elkjær Larsen | Kleanthis Vikelidisstadion, Thessaloniki Toeschouwers: 18.000 Scheidsrechter: Josef Bucek (AUT) |

|                                                      |                   |       |                     |                                                                                         |
| 17 oktober 1981 «onderlinge duels» 16:00 uur (UTC+1) | Joegoslavië       | 1 – 1 | Italië              | Rode Sterstadion, Belgrado Toeschouwers: 70.000 Scheidsrechter: Walter Eschweiler (FRG) |
| 17 oktober 1981 «onderlinge duels» 16:00 uur (UTC+1) | Zlatko Vujović 9' |       | 33' Roberto Bettega | Rode Sterstadion, Belgrado Toeschouwers: 70.000 Scheidsrechter: Walter Eschweiler (FRG) |

|                                                       |                 |       |                 |                                                                                   |
| 14 november 1981 «onderlinge duels» 14:30 uur (UTC+1) | Italië          | 1 – 1 | Griekenland     | Stadio Comunale, Turijn Toeschouwers: 39.670 Scheidsrechter: Nicolae Rainea (ROU) |
| 14 november 1981 «onderlinge duels» 14:30 uur (UTC+1) | Bruno Conti 61' |       | 87' Dinos Kouis | Stadio Comunale, Turijn Toeschouwers: 39.670 Scheidsrechter: Nicolae Rainea (ROU) |

|                                                   |                                                                                              |       |           |                                                                                        |
| 21 november 1981 «onderlinge duels» 13:30 (UTC+1) | Joegoslavië                                                                                  | 5 – 0 | Luxemburg | Karadjordjestadion, Novi Sad Toeschouwers: 20.000 Scheidsrechter: Charles Scerri (MLT) |
| 21 november 1981 «onderlinge duels» 13:30 (UTC+1) | Vahid Halilović 1' Vahid Halilović 45' Ivica Surjak 65' Predrag Pasić 73' Zlatko Vujović 75' |       |           | Karadjordjestadion, Novi Sad Toeschouwers: 20.000 Scheidsrechter: Charles Scerri (MLT) |

|                                                       |                  |       |                                    |                                                                                                 |
| 29 november 1981 «onderlinge duels» 14:30 uur (UTC+2) | Griekenland      | 1 – 2 | Joegoslavië                        | Georgios Karaiskákisstadion, Piraeus Toeschouwers: 11.595 Scheidsrechter: George Courtney (ENG) |
| 29 november 1981 «onderlinge duels» 14:30 uur (UTC+2) | Thomas Mavros 6' |       | 22' Ivica Šurjak 39' Jure Jerković | Georgios Karaiskákisstadion, Piraeus Toeschouwers: 11.595 Scheidsrechter: George Courtney (ENG) |

|                                                  |                     |       |           |                                                                                         |
| 5 december 1981 «onderlinge duels» 14:30 (UTC+1) | Italië              | 1 – 0 | Luxemburg | Stadio San Paolo, Napels Toeschouwers: 49.247 Scheidsrechter: Velitchko Tzontchev (BUL) |
| 5 december 1981 «onderlinge duels» 14:30 (UTC+1) | Fulvio Collovati 6' |       |           | Stadio San Paolo, Napels Toeschouwers: 49.247 Scheidsrechter: Velitchko Tzontchev (BUL) |

### Groep 6
Groep 6 was ook een wisselvallige groep, waar alle ploegen van elkaar konden winnen. De meest constante ploeg was Schotland, dat met de sterren van FC Liverpool Kenny Dalglish en Graeme Souness veel potentieel had. De tweede plaats leek een strijd te worden tussen Zweden en Portugal, maar deze ploegen verloren veel dure punten, zo werd Portugal definitief uitgeschakeld door met 4-1 van het nietige Israël te verliezen. Lachende derde werd Noord-Ierland, dat zich plaatste met het merkwaardige doelsaldo van zes doelpunten voor en drie tegen in acht wedstrijden. Het werd de tweede deelname van de Noord-Ieren sinds 1958 en bereikte nu wat met hun topvedette George Best nooit lukte.
| Pos | Land          | Wed | Win | Gel | Ver | DV | DT | +/− | Pnt |
| --- | ------------- | --- | --- | --- | --- | -- | -- | --- | --- |
| 1.  | Schotland     | 8   | 4   | 3   | 1   | 9  | 4  | +5  | 11  |
| 2.  | Noord-Ierland | 8   | 3   | 3   | 2   | 6  | 3  | +3  | 9   |
| 3.  | Zweden        | 8   | 3   | 2   | 3   | 7  | 8  | –1  | 8   |
| 4.  | Portugal      | 8   | 3   | 1   | 4   | 8  | 11 | –3  | 7   |
| 5.  | Israël        | 8   | 1   | 3   | 4   | 6  | 10 | –4  | 5   |

|                                                    |        |       |               |                                                                                        |
| 26 maart 1980 «onderlinge duels» 16:30 uur (UTC+2) | Israël | 0 – 0 | Noord-Ierland | Ramat Ganstadion, Ramat Gan Toeschouwers: 36.000 Scheidsrechter: Stjepan Glavina (YUG) |
| 26 maart 1980 «onderlinge duels» 16:30 uur (UTC+2) |        |       |               | Ramat Ganstadion, Ramat Gan Toeschouwers: 36.000 Scheidsrechter: Stjepan Glavina (YUG) |

|                                                   |                      |       |                  |                                                                                    |
| 18 juni 1980 «onderlinge duels» 19:00 uur (UTC+2) | Zweden               | 1 – 1 | Israël           | Råsundastadion, Solna Toeschouwers: 24.711 Scheidsrechter: Martti Hirviniemi (FIN) |
| 18 juni 1980 «onderlinge duels» 19:00 uur (UTC+2) | Sten-Ove Ramberg 35' |       | 80' Gideon Damti | Råsundastadion, Solna Toeschouwers: 24.711 Scheidsrechter: Martti Hirviniemi (FIN) |

|                                                        |        |                     |           |                                                                               |
| 10 september 1980 «onderlinge duels» 19:00 uur (UTC+2) | Zweden | 0 – 1               | Schotland | Råsundastadion, Solna Toeschouwers: 39.831 Scheidsrechter: Franz Wöhrer (AUT) |
| 10 september 1980 «onderlinge duels» 19:00 uur (UTC+2) |        | 72' Gordon Strachan |           | Råsundastadion, Solna Toeschouwers: 39.831 Scheidsrechter: Franz Wöhrer (AUT) |

|                                                      |                                                          |       |        |                                                                                |
| 15 oktober 1980 «onderlinge duels» 15:00 uur (UTC+1) | Noord-Ierland                                            | 3 – 0 | Zweden | Windsor Park, Belfast Toeschouwers: 18.000 Scheidsrechter: Alexis Ponnet (BEL) |
| 15 oktober 1980 «onderlinge duels» 15:00 uur (UTC+1) | Noel Brotherston 24' Sammy McIlroy 28' Jimmy Nicholl 37' |       |        | Windsor Park, Belfast Toeschouwers: 18.000 Scheidsrechter: Alexis Ponnet (BEL) |

|                                                      |           |       |          |                                                                              |
| 15 oktober 1980 «onderlinge duels» 20:00 uur (UTC+1) | Schotland | 0 – 0 | Portugal | Hampden Park, Glasgow Toeschouwers: 60.765 Scheidsrechter: Jan Redelfs (FRG) |
| 15 oktober 1980 «onderlinge duels» 20:00 uur (UTC+1) |           |       |          | Hampden Park, Glasgow Toeschouwers: 60.765 Scheidsrechter: Jan Redelfs (FRG) |

|                                                       |        |       |        |                                                                                        |
| 12 november 1980 «onderlinge duels» 15:00 uur (UTC+2) | Israël | 0 – 0 | Zweden | Ramat Ganstadion, Ramat Gan Toeschouwers: 37.654 Scheidsrechter: George Courtney (ENG) |
| 12 november 1980 «onderlinge duels» 15:00 uur (UTC+2) |        |       |        | Ramat Ganstadion, Ramat Gan Toeschouwers: 37.654 Scheidsrechter: George Courtney (ENG) |

|                                                     |                |       |               |                                                                                     |
| 19 november 1980 «onderlinge duels» 21:30 uur (UTC) | Portugal       | 1 – 0 | Noord-Ierland | Estádio da Luz, Lissabon Toeschouwers: 60.000 Scheidsrechter: Georges Konrath (FRA) |
| 19 november 1980 «onderlinge duels» 21:30 uur (UTC) | Rui Jordão 60' |       |               | Estádio da Luz, Lissabon Toeschouwers: 60.000 Scheidsrechter: Georges Konrath (FRA) |

|                                                     |                                                        |       |        |                                                                                     |
| 17 december 1980 «onderlinge duels» 21:30 uur (UTC) | Portugal                                               | 3 – 0 | Israël | Estádio da Luz, Lissabon Toeschouwers: 38.926 Scheidsrechter: Enzo Barbaresco (ITA) |
| 17 december 1980 «onderlinge duels» 21:30 uur (UTC) | Humberto Coelho 33' Rui Jordão 35' Humberto Coelho 58' |       |        | Estádio da Luz, Lissabon Toeschouwers: 38.926 Scheidsrechter: Enzo Barbaresco (ITA) |

|                                                       |        |                    |           |                                                                                     |
| 25 februari 1981 «onderlinge duels» 15:30 uur (UTC+2) | Israël | 0 – 1              | Schotland | Ramat Ganstadion, Ramat Gan Toeschouwers: 45.000 Scheidsrechter: Otto Anderco (ROU) |
| 25 februari 1981 «onderlinge duels» 15:30 uur (UTC+2) |        | 54' Kenny Dalglish |           | Ramat Ganstadion, Ramat Gan Toeschouwers: 45.000 Scheidsrechter: Otto Anderco (ROU) |

|                                                  |               |       |                    |                                                                                  |
| 25 maart 1981 «onderlinge duels» 20:00 uur (UTC) | Schotland     | 1 – 1 | Noord-Ierland      | Hampden Park, Glasgow Toeschouwers: 78.444 Scheidsrechter: Klaus Scheurell (DDR) |
| 25 maart 1981 «onderlinge duels» 20:00 uur (UTC) | John Wark 75' |       | 70' Billy Hamilton | Hampden Park, Glasgow Toeschouwers: 78.444 Scheidsrechter: Klaus Scheurell (DDR) |

|                                                    |                                                                      |       |                 |                                                                                       |
| 28 april 1981 «onderlinge duels» 20:00 uur (UTC+1) | Schotland                                                            | 3 – 1 | Israël          | Hampden Park, Glasgow Toeschouwers: 61.489 Scheidsrechter: Guðmundur Haraldsson (ISL) |
| 28 april 1981 «onderlinge duels» 20:00 uur (UTC+1) | John Robertson 21' (pen.) John Robertson 31' (pen.) David Provan 54' |       | 57' Moshe Sinai | Hampden Park, Glasgow Toeschouwers: 61.489 Scheidsrechter: Guðmundur Haraldsson (ISL) |

|                                                    |                      |       |          |                                                                                   |
| 29 april 1981 «onderlinge duels» 19:00 uur (UTC+1) | Noord-Ierland        | 1 – 0 | Portugal | Windsor Park, Belfast Toeschouwers: 18.000 Scheidsrechter: Svein Inge Thime (NOR) |
| 29 april 1981 «onderlinge duels» 19:00 uur (UTC+1) | Gerald Armstrong 74' |       |          | Windsor Park, Belfast Toeschouwers: 18.000 Scheidsrechter: Svein Inge Thime (NOR) |

|                                                  |                       |       |               |                                                                                |
| 3 juni 1981 «onderlinge duels» 19:00 uur (UTC+2) | Zweden                | 1 – 0 | Noord-Ierland | Råsundastadion, Solna Toeschouwers: 21.431 Scheidsrechter: Paolo Bergamo (ITA) |
| 3 juni 1981 «onderlinge duels» 19:00 uur (UTC+2) | Hasse Borg 48' (pen.) |       |               | Råsundastadion, Solna Toeschouwers: 21.431 Scheidsrechter: Paolo Bergamo (ITA) |

|                                                   |                                                   |       |          |                                                                                     |
| 24 juni 1981 «onderlinge duels» 19:00 uur (UTC+2) | Zweden                                            | 3 – 0 | Portugal | Råsundastadion, Solna Toeschouwers: 34.531 Scheidsrechter: Anatoliy Milchenko (URS) |
| 24 juni 1981 «onderlinge duels» 19:00 uur (UTC+2) | Bo Börjesson 39' Glenn Hysén 58' Jan Svensson 73' |       |          | Råsundastadion, Solna Toeschouwers: 34.531 Scheidsrechter: Anatoliy Milchenko (URS) |

|                                                       |                                          |       |        |                                                                              |
| 9 september 1981 «onderlinge duels» 20:00 uur (UTC+1) | Schotland                                | 2 – 0 | Zweden | Hampden Park, Glasgow Toeschouwers: 81.511 Scheidsrechter: André Daina (SUI) |
| 9 september 1981 «onderlinge duels» 20:00 uur (UTC+1) | Joe Jordan 21' John Robertson 80' (pen.) |       |        | Hampden Park, Glasgow Toeschouwers: 81.511 Scheidsrechter: André Daina (SUI) |

|                                                      |               |       |           |                                                                                  |
| 14 oktober 1981 «onderlinge duels» 19:30 uur (UTC+1) | Noord-Ierland | 0 – 0 | Schotland | Windsor Park, Belfast Toeschouwers: 22.248 Scheidsrechter: Valeriy Butenko (URS) |
| 14 oktober 1981 «onderlinge duels» 19:30 uur (UTC+1) |               |       |           | Windsor Park, Belfast Toeschouwers: 22.248 Scheidsrechter: Valeriy Butenko (URS) |

|                                                    |                      |       |                                     |                                                                                 |
| 14 oktober 1981 «onderlinge duels» 21:30 uur (UTC) | Portugal             | 1 – 2 | Zweden                              | Estádio da Luz, Lissabon Toeschouwers: 75.000 Scheidsrechter: Ron Bridges (WAL) |
| 14 oktober 1981 «onderlinge duels» 21:30 uur (UTC) | Minervino Pietra 64' |       | 39' Thomas Larsson 89' Tony Persson | Estádio da Luz, Lissabon Toeschouwers: 75.000 Scheidsrechter: Ron Bridges (WAL) |

|                                                      |                                                              |       |               |                                                                                        |
| 28 oktober 1981 «onderlinge duels» 16:30 uur (UTC+2) | Israël                                                       | 4 – 1 | Portugal      | Ramat Ganstadion, Ramat Gan Toeschouwers: 16.192 Scheidsrechter: Sotos Afxentiou (CYP) |
| 28 oktober 1981 «onderlinge duels» 16:30 uur (UTC+2) | Beni Tabak 6' Gideon Damti 14' Beni Tabak 18' Beni Tabak 30' |       | 8' Rui Jordão | Ramat Ganstadion, Ramat Gan Toeschouwers: 16.192 Scheidsrechter: Sotos Afxentiou (CYP) |

|                                                     |                      |       |        |                                                                                       |
| 18 november 1981 «onderlinge duels» 20:00 uur (UTC) | Noord-Ierland        | 1 – 0 | Israël | Windsor Park, Belfast Toeschouwers: 38.000 Scheidsrechter: Emilio Guruceta Muro (ESP) |
| 18 november 1981 «onderlinge duels» 20:00 uur (UTC) | Gerald Armstrong 27' |       |        | Windsor Park, Belfast Toeschouwers: 38.000 Scheidsrechter: Emilio Guruceta Muro (ESP) |

|                                                     |                                           |       |                  |                                                                                    |
| 18 november 1981 «onderlinge duels» 21:30 uur (UTC) | Portugal                                  | 2 – 1 | Schotland        | Estádio da Luz, Lissabon Toeschouwers: 25.000 Scheidsrechter: Charles Corver (NED) |
| 18 november 1981 «onderlinge duels» 21:30 uur (UTC) | Manuel Fernandes 33' Manuel Fernandes 56' |       | 9' Paul Sturrock | Estádio da Luz, Lissabon Toeschouwers: 25.000 Scheidsrechter: Charles Corver (NED) |

### Groep 7
Deze groep bestond slechts uit drie teams, waarbij Polen en Oost-Duitsland streden om één plek. De Polen waren gewaarschuwd, omdat de Polen in de kwalificatieronde van het EK in 1980 drie punten verspeelden tegen de Oost-Duitsers. In Chorzów won Polen met 1-0 door een vrije trap van Andrzej Buncol en de Oost-Duitsers waren vastbesloten het goed te maken in het grote stadion van Leipzig. De 92.000 toeschouwers waren snel ontnuchterd, toen de Polen al na vijf minuten met 2-0 voorstonden. De eindstand werd 2-3 voor Polen, de Polen hadden langzamerhand afscheid genomen van de generatie van 1974. maar de ploeg produceerde nog steeds topvoetballers. De latere aanvaller van Feyenoord Wlodi Smolarek was de belangrijkste nieuwe speler.
| Pos | Land  | Wed | Win | Gel | Ver | DV | DT | +/− | Pnt |
| --- | ----- | --- | --- | --- | --- | -- | -- | --- | --- |
| 1.  | Polen | 4   | 4   | 0   | 0   | 12 | 2  | +10 | 8   |
| 2.  | DDR   | 4   | 2   | 0   | 2   | 9  | 6  | +3  | 4   |
| 3.  | Malta | 4   | 0   | 0   | 4   | 2  | 15 | –13 | 0   |

|                                                  |       |                                           |       |                                                                                  |
| 7 december 1980 «onderlinge duels» 14:30 (UTC+1) | Malta | 0 – 2                                     | Polen | Empire Stadium, Gżira Toeschouwers: 5.565 Scheidsrechter: Dušan Maksimović (YUG) |
| 7 december 1980 «onderlinge duels» 14:30 (UTC+1) |       | 57' Włodzimierz Smolarek 77' Leszek Lipka |       | Empire Stadium, Gżira Toeschouwers: 5.565 Scheidsrechter: Dušan Maksimović (YUG) |

|                                               |                |       |                                                   |                                                                                 |
| 4 april 1981 «onderlinge duels» 16:00 (UTC+2) | Malta          | 1 – 2 | DDR                                               | Gzirah Stadion, Valletta Toeschouwers: 6.000 Scheidsrechter: Peter Reeves (ENG) |
| 4 april 1981 «onderlinge duels» 16:00 (UTC+2) | Leli Fabri 11' |       | 20' (pen.) Rüdiger Schnuphase 44' Reinhard Häfner | Gzirah Stadion, Valletta Toeschouwers: 6.000 Scheidsrechter: Peter Reeves (ENG) |

|                                             |                    |       |     |                                                                                    |
| 2 mei 1981 «onderlinge duels» 17:00 (UTC+2) | Polen              | 1 – 0 | DDR | Śląskistadion, Chorzów Toeschouwers: 74.000 Scheidsrechter: Vojtěch Christov (TCH) |
| 2 mei 1981 «onderlinge duels» 17:00 (UTC+2) | Andrzej Buncol 56' |       |     | Śląskistadion, Chorzów Toeschouwers: 74.000 Scheidsrechter: Vojtěch Christov (TCH) |

|                                                  |                                                   |       |                                                                      |                                                                                          |
| 10 oktober 1981 «onderlinge duels» 14:40 (UTC+1) | DDR                                               | 2 – 3 | Polen                                                                | Zentralstadion, Leipzig Toeschouwers: 85.000 Scheidsrechter: Augusto Lamo Castillo (ESP) |
| 10 oktober 1981 «onderlinge duels» 14:40 (UTC+1) | Rüdiger Schnuphase 53' (pen.) Joachim Streich 66' |       | 2' Andrzej Szarmach 5' Włodzimierz Smolarek 62' Włodzimierz Smolarek | Zentralstadion, Leipzig Toeschouwers: 85.000 Scheidsrechter: Augusto Lamo Castillo (ESP) |

|                                                   | |       |                          |                                                                                    |
| 11 november 1981 «onderlinge duels» 17:00 (UTC+1) | DDR                                                                                                | 5 – 1 | Malta                    | Ernst-Abbe-Sportfeld, Jena Toeschouwers: 2.000 Scheidsrechter: Fred McKnight (NIR) |
| 11 november 1981 «onderlinge duels» 17:00 (UTC+1) | Andreas Krause 11' Joachim Streich 35' Jürgen Heun 71' Joachim Streich 75' John Holland 90' (e.d.) |       | 41' Ernest Spiteri-Gonzi | Ernst-Abbe-Sportfeld, Jena Toeschouwers: 2.000 Scheidsrechter: Fred McKnight (NIR) |

|                                                   | |       |       |                                                                                |
| 15 november 1981 «onderlinge duels» 12:00 (UTC+1) | Polen | 6 – 0 | Malta | Olympisch Stadion, Wrocław Toeschouwers: 25.618 Scheidsrechter: Bo Helén (SWE) |
| 15 november 1981 «onderlinge duels» 12:00 (UTC+1) | Andrzej Buncol 6' Włodzimierz Smolarek 47' Stefan Majewski 48' Włodzimierz Smolarek 64' Dariusz Dziekanowski 80' Zbigniew Boniek 88' |       |       | Olympisch Stadion, Wrocław Toeschouwers: 25.618 Scheidsrechter: Bo Helén (SWE) |